# Jack Günthard

Jack Günthard, ginasta suíço.

Jakob Günthard, conhecido como Jack Günthard, (Hirzel, 8 de janeiro de 1920 – 7 de agosto de 2016) foi um ginasta suíço que competiu em provas da ginástica artística. Jack conquistou duas medalhas olímpicas em 1952, uma de ouro na barra fixa e uma de prata na competição por equipes.
Em 1997, foi incluído no International Gymnastics Hall of Fame.
Morreu em 7 de agosto de 2016, aos 96 anos.